# MTV Awards (Italien)
Die MTV Awards waren eine von MTV Italia organisierte Veranstaltung, um italienische und ausländische Musiker des vergangenen Jahres auszuzeichnen. Das Format wurde 2006 erstmals als TRL Awards ausgestrahlt, da es zunächst zur Sendung Total Request Live gehörte. Ab 2013 erhielt die Show den Namen MTV Awards. Ein Großteil der Awards wurde per Abstimmung vergeben. Dabei kamen unterschiedliche Modi zur Anwendung. Zunächst handelte es sich um Televoting per SMS, später auch über soziale Medien. So wurde 2013 über Facebook abgestimmt. Einige Preise waren auch Jury-Entscheidungen.
Von 2006 bis 2010 änderte sich der Verleihort jährlich. Von 2011 bis 2016 fand die Verleihung in Florenz statt. 2017 fand in Rom die letzte Show statt.

## Standort
| Jahr | Standort              | Stadt   | Moderatoren                                        | Ref.        |
| ---- | --------------------- | ------- | -------------------------------------------------- | ----------- |
| 2006 | Piazza del Duomo      | Mailand | Alessandro Cattelan und Giorgia Surina             | [ 3 ]       |
| 2007 | Piazza del Duomo      | Mailand | Alessandro Cattelan                                | [ 3 ]       |
| 2008 | Piazza del Plebiscito | Neapel  | Alessandro Cattelan und Elena Santarelli           | [ 3 ]       |
| 2009 | Piazza Unità d’Italia | Triest  | Carlo Pastore und Elisabetta Canalis               | [ 3 ]       |
| 2010 | Porto Antico          | Genua   | J Ax                                               | [ 3 ]       |
| 2011 | Piazza Santa Croce    | Florenz | Fabrizio Biggio, Francesco Mandelli und Nina Zilli | [ 4 ] [ 5 ] |
| 2012 | Piazzale Michelangelo | Florenz | Valentina Correani und Club Dogo                   | [ 6 ] [ 7 ] |
| 2013 | Piazzale Michelangelo | Florenz | Virginia Raffaele, Ubaldo Pantani und Omar Fantini | [ 8 ]       |
| 2014 | Parco delle Cascine   | Florenz | Chiara Francini, Pif und Alessandro Betti          | [ 9 ]       |
| 2015 | Parco delle Cascine   | Florenz | Emis Killa                                         | [ 10 ]      |
| 2016 | Parco delle Cascine   | Florenz | Francesco Mandelli                                 | [ 11 ]      |
| 2017 | Piazza del Popolo     | Rom     | Francesco Gabbani                                  | [ 12 ]      |

## Preisträger

### TRL Awards 2006
- First Lady: Avril Lavigne
- Bester männlicher Künstler: Lee Ryan
- Beste Gruppe: t.A.T.u.
- Bester neuer Künstler: Hilary Duff
- Best Riempi-Piazza: Gemelli Diversi
- Beste Werbung (Miglior Cartellone): Il più artistico (das Künstlerische)
- Bester „Verrei ma non posso“: Cast O.C.
- Best Lacrima Award: Jesse McCartney
- Beste TRL City: Mailand
- Bester lustiger Moment (Miglior Momento Divertente): Bloodhound Gang
- Italians Do It Better: Negramaro
- Nummer-eins-Hit des Jahres: Lee Ryan – Army of Lovers

### TRL Awards 2007
- First Lady: Hilary Duff
- Bester männlicher Künstler: Tiziano Ferro
- Beste Gruppe: My Chemical Romance
- Bester neuer Künstler: 30 Seconds to Mars
- Best Riempi-Piazza: Tiziano Ferro
- Bester Film: Notte prima degli esami – Oggi
- Bester Live-Moment: Zero Assoluto – Sei parte di me (Syrakus)
- Bester Lacrima Award: Finley
- Italians Do It Better: Finley
- TRL History: Nek
- Nummer-eins-Hit des Jahres: Finley – Diventerai una star

### TRL Awards 2008
- First Lady: Avril Lavigne
- Bester männlicher Künstler: Tiziano Ferro
- Beste Gruppe: Tokio Hotel
- Bester neuer Künstler: Sonohra
- Best Riempi-Piazza: Finley
- Bester Film: Come tu mi vuoi
- Beste Werbung (Miglior Cartellone): Matteo, Mattia, Francesca e Lorenzo – Firenze 30 Seconds to Mars
- Bestes Paar (Film): Michelle Hunziker und Fabio De Luigi
- TRL History: Max Pezzali
- Nummer-eins-Hit des Jahres: Tokio Hotel – Monsoon

### TRL Awards 2009
- First Lady: Hilary Duff
- Bester männlicher Künstler: Marco Carta
- Beste Gruppe: Lost
- Bester neuer Künstler: dARI
- Best Riempi-Piazza: Sonohra
- Bester Film: Twilight – Biss zum Morgengrauen
- Beste Werbung (Miglior Cartellone): Jonas Brothers
- Bester Live-Event in Mailand 2009: Jonas Brothers
- Nokia Playlist Generation: „We are Human... It's a Beautiful Lie So What?“
- Italians Do It Better: Giusy Ferreri
- TRL History: Cesare Cremonini
- Bester TRL Artist of the Year: Tokio Hotel
- Nummer-eins-Hit des Jahres: Marco Carta – La forza mia

### TRL Awards 2010
- Bester internationaler Künstler: Justin Bieber
- Best New Generation: Broken Heart College
- Bester Look: dARI
- Bester Film: Avatar – Aufbruch nach Pandora
- Bester Fan Club: Lost
- My TRL Best Video: Valerio Scanu – Per tutte le volte che...
- MTVs First Lady: Malika Ayane
- MTVs Man of the Year: Marco Mengoni
- TRL History: J-Ax

### TRL Awards 2011
- Bester Look: Avril Lavigne
- Beste MTV-Show: I soliti idioti
- Best New Act: Modà
- Hot&Sexy Award: Robert Pattinson
- Too Much Award: Ligabue
- Wonder Woman Award: Lady Gaga
- Superman Award: Fabri Fibra
- Beste Band: 30 Seconds to Mars
- Best Talent Show Artist: Marco Carta
- Italians Do It Better: Modà
- First Lady: Nina Zilli
- TRL History: Zero Assoluto

### TRL Awards 2012
- Bester Look: Justin Bieber
- Beste MTV Show: I soliti idioti
- Beste New Generation: Emis Killa
- Wonder Woman Award: Laura Pausini
- Super Man Award: Marco Mengoni
- Beste Band: Modà
- Italians Do It Better: Emma Marrone
- Beste Tormentone: Michel Teló – Ai Se Eu Te Pego!
- Bestes Video: LMFAO featuring Lauren Bennett and GoonRock – Party Rock Anthem
- MTV History Award: Subsonica

### MTV Awards 2013
- Wonder Woman: Emma
- Beste Band: One Direction
- Air Action Vigorsol Super Man: Marco Mengoni
- Pepsi Best New Artist: Baby K
- Most Clicked Video: Call Me Maybe Lip Dub[13]
- Best Energetic Video: will.i.am – #thatPOWER (feat. Justin Bieber)
- Best Fan: One Direction – Directioners
- Instavip: Fedez
- LGTwitsar: Emis Killa (@RealEmisKilla)
- Mirabilandia Best MTV Show: Ginnaste - Vite parallele
- Bester Film: Breaking Dawn – Biss zum Ende der Nacht, Teil 2
- Sport Hero: Carlotta Ferlito
- Best Tweet: @justinbieber
- Best Hashtag: #italialovesemilia
- MTV Rock Icon: Gianna Nannini
- Artist Saga: Marco Mengoni

### MTV Awards 2014
- Super Man: Emis Killa
- Best MTV Show: Il testimone
- Twitstar: Marco Mengoni
- Beste Band: One Direction
- Bester neuer Künstler: Rocco Hunt
- Wonder Woman: Alessandra Amoroso
- Vogue Eyewear Best Look: Marco Mengoni
- Diadora Best Dance Crew: Break Da Beat
- Sport Hero: Carlotta Ferlito
- Crodino Twist Best New Generation: Diodato
- Sammontana Best Fan: Marco Mengoni
- Bestes Video: Happy – Pharrell Williams
- Bester Film: Die Tribute von Panem – Catching Fire
- Best Artist from the World:  Super Junior
- Best Performance: Michele Bravi – Un giorno in più
- MTV History Award: Giorgia
- Artist Saga: Marco Mengoni

### MTV Awards 2015
- Superman: Marco Mengoni
- Wonder Woman: Alessandra Amoroso
- Pick up! Best MTV Show: Mario – Una serie di Maccio Capatonda
- Twitstar: Demi Lovato
- Beste Band: Dear Jack
- Bester neuer Künstler: Lorenzo Fragola
- S'Agapò Best Look: Rihanna
- Original Marines Best Dance Crew: Booyaka
- TIM Best New Generation: Santa Margaret
- Best Fan: Avril Lavigne
- Bestes Video: Senza scappare mai più – Tiziano Ferro
- Bester Film: Das Schicksal ist ein mieser Verräter
- Best Artist from the World:  Tokio Hotel
- Best Tormentone: Love Me like You Do – Ellie Goulding
- Top Instagram Star: Justin Bieber
- Italian Icon: J-Ax
- Best Performance: Marco Mengoni
- Fanta Web Star: iPantellas
- Artist Saga:Marco Mengoni
- #MTVAwardsStar: Lady Gaga (per Tweet bestimmt)[14]

### MTV Awards 2016
- TIM Best Italian Band: Benji & Fede
- Best Italian Male: Marco Mengoni
- Best Italian Female: Emma
- Best International Band: One Direction
- Best International Male: Justin Bieber
- Best International Female: Ariana Grande
- Best Look: Gigi Hadid
- Air Vigorsol Best Fresh Video: What Do You Mean? – Justin Bieber
- Best Tormentone: Sorry – Justin Bieber
- Best Webstar: Alberico De Giglio
- Best Artist from the World:  Big Bang
- Best Fan: Directioners (One Direction)
- Best New Artist: Benji & Fede
- Best MTV New Generation: Marianne Mirage
- Nickelodeon Slimefest Award: Benji & Fede
- Bester Film: Die Tribute von Panem – Mockingjay Teil 2
- Best Performance: The Kolors
- MTV History Award: The Kolors
- MTV Video Awards: 1Negramaro
- Artist Saga: Britney Spears
- #MTVAwardsStar: Avril Lavigne (per Tweet bestimmt)

### MTV Awards 2017
- Best Italian Male: Marco Mengoni
- Best Italian Female: Emma Marrone
- Best Italian Band: Benji & Fede
- Best International Male: Justin Bieber
- Best International Female: Ariana Grande
- Best International Band: One Direction
- Best Artist from the World:  Enrique Iglesias
- Best Look and Smile: Rihanna
- Best Video: The Chainsmokers ft. Halsey – Closer
- Best New Artist: Ermal Meta
- Best Fan: Marco Mengoni
- Webstar Award: Benji & Fede
- MTV Best Performance: Michele Bravi
- Artist Saga: Fifth Harmony
- MTV Rap Icon: Fabri Fibra
- MTV History Award: Paola Turci